# 5 Ursae Minoris
Désignations
5 Ursae Minoris (abrégé en 5 UMi) est une étoile de la constellation circumpolaire boréale de la Petite Ourse. Elle est visible à l’œil nu avec une magnitude apparente de 4,25. La distance qui nous sépare de l'étoile, déterminée par la parallaxe annuelle mesurée par le satellite Hipparcos de 9,09 ± 0,13 milliarcsecondes, est d'environ ∼ 110 a.l. (∼ 33,7 pc). Elle s'éloigne du système solaire avec une vitesse radiale héliocentrique de +9 km/s.

## Propriétés physiques
5 Ursae Minoris est une étoile âgée de 2 milliards d'années. Elle est sortie de la séquence principale après avoir épuisé l'hydrogène contenu dans son cœur, et elle est devenue une étoile géante rouge de type spectral K4-III. Il s'agit d'une étoile légèrement enrichie en baryum, ce qui pourrait indiquer la présence d'un compagnon qui serait alors une naine blanche. Son spectre montre par ailleurs une très faible teneur en lithium. L'étoile fait 1,86 fois la masse du Soleil et son rayon est devenu environ 16 fois plus grand que celui du Soleil. Elle est 447 fois plus lumineuse que le Soleil et sa température de surface est de 4 095 K.

## Variabilité?
La luminosité de 5 Ursae Minoris semblait varier de manière irrégulière entre la magnitude 4 et la magnitude 4,8. Elle figure ainsi sous la cote 6687 dans le New Catalogue of Suspected Variable Stars. Cependant, l'étoile n'a présenté aucune variabilité dans les données photométriques du satellite Hipparcos et sa magnitude est donc désormais considérée comme constante.